# ويلفريد أغبونافباري
ويلفريد أغبونافباري (بالإنجليزية: Wilfred Agbonavbare) (مواليد 5 أكتوبر 1966) هو لاعب كرة قدم. يلعب مع منتخب نيجيريا لكرة القدم. سبق له أن لعب في كأس العالم لكرة القدم مع منتخب بلاده.

## روابط خارجية
- ويلفريد أغبونافباري على موقع الاتحاد الدولي (مؤرشف)  (الإنجليزية)
- ويلفريد أغبونافباري على موقع قاعدة بيانات كرة القدم.إي يو (الإنجليزية)
- ويلفريد أغبونافباري على موقع ناشيونال فوتبول تيمز (الإنجليزية)
- ويلفريد أغبونافباري على موقع Soccerway.com (الإنجليزية)
- ويلفريد أغبونافباري على موقع عالم كرة القدم.نت (الإنجليزية)